# Вулиця Князя Володимира (Рівне)
Вулиця Князя Володимира — одна з найдовших вулиць міста Рівне, названа на честь Великого князя київського, хрестителя Русі-України Володимира Великого.
Вулиця починається від перехрестя з вулицею Соборною (за перехрестям вулиця Князя Володимира переходить у вулицю Княгині Ольги). Пролягаючи на північ, минаючи перехрестя з вулицями Уласа Самчука та Міцкевича, повертає на північний захід, минає перехрестя з вулицею Романа Шухевича - Литовською і річку Устю та, у місці, де до неї прилучається вулиця Олексинська, переходить у вулицю Млинівську. До 1993 р. мала назву Москаленка, а до того Млинівська.

## Будівлі
На вулиці Князя Володимира розташовані:
- Покровський собор
- Кладовище Грабник
- Рівненський міський палац дітей та молоді

## Зображення

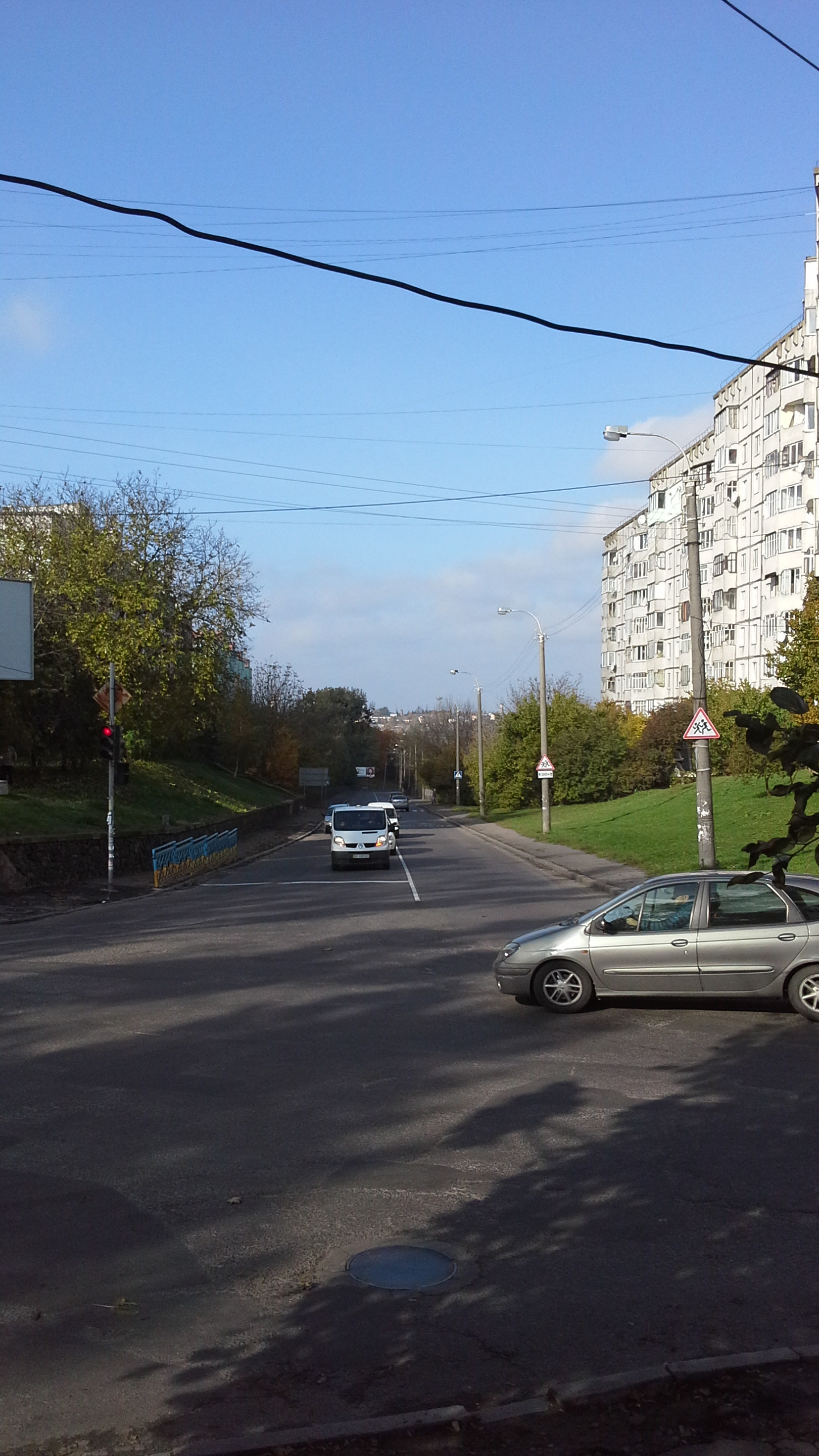
Перехрестя вулиць Князя Володимира, Міцкевича та Уласа Самчука
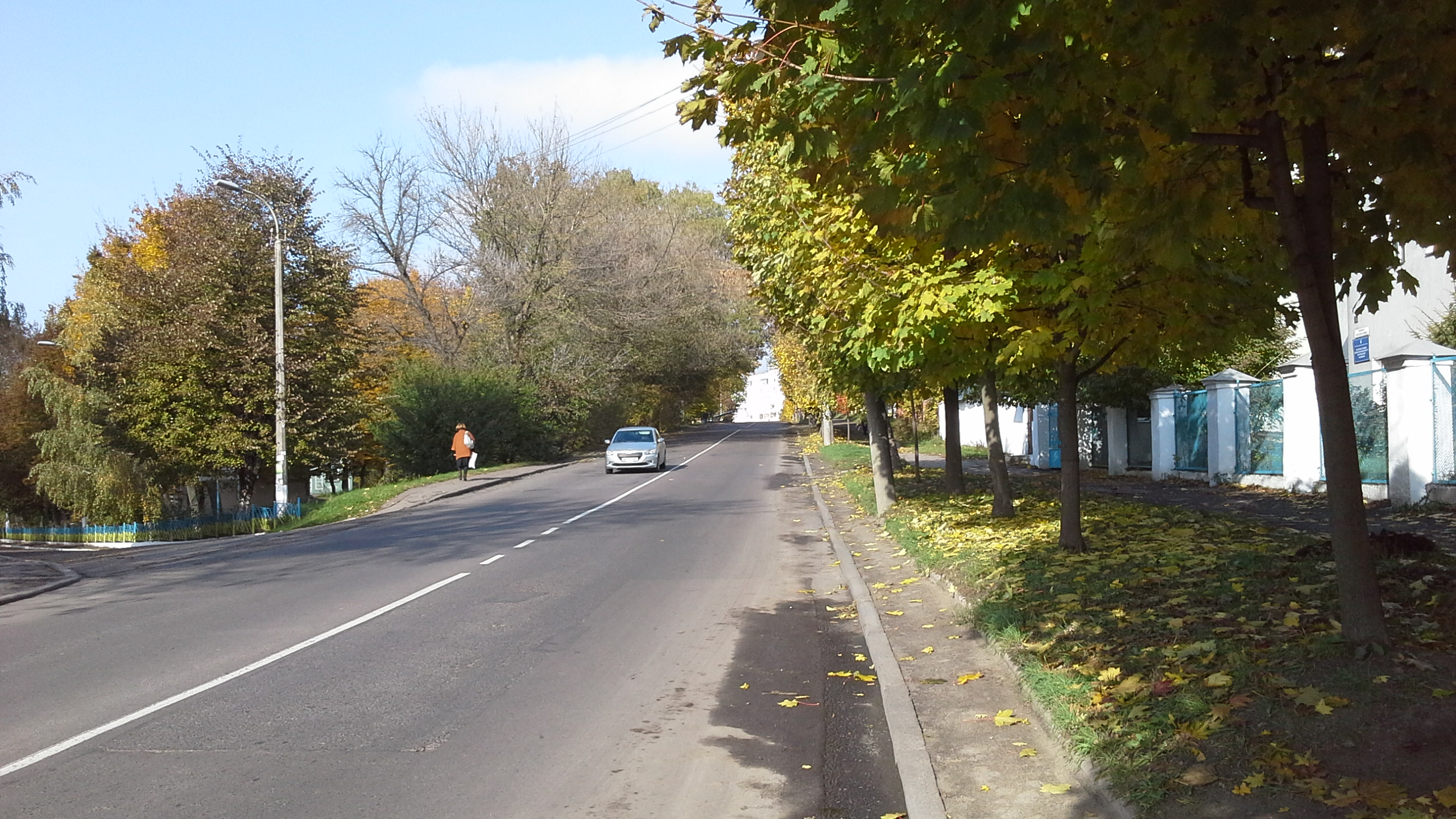
Вигляд вулиці Князя Володимира перед перехрестям із вул. Уласа Самчука та Міцкевича
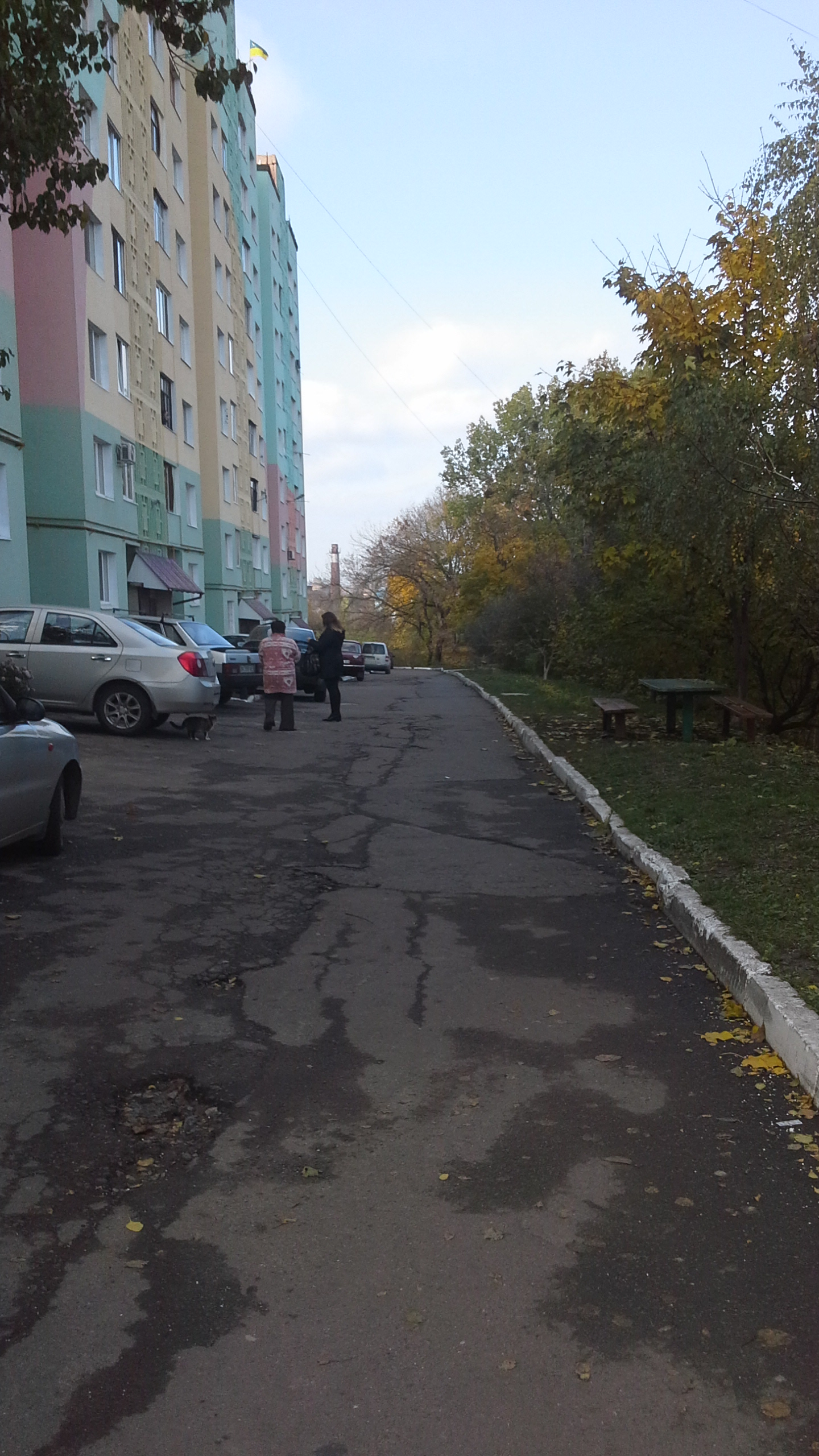
Подвір'я будинку по вулиці Князя Володимира
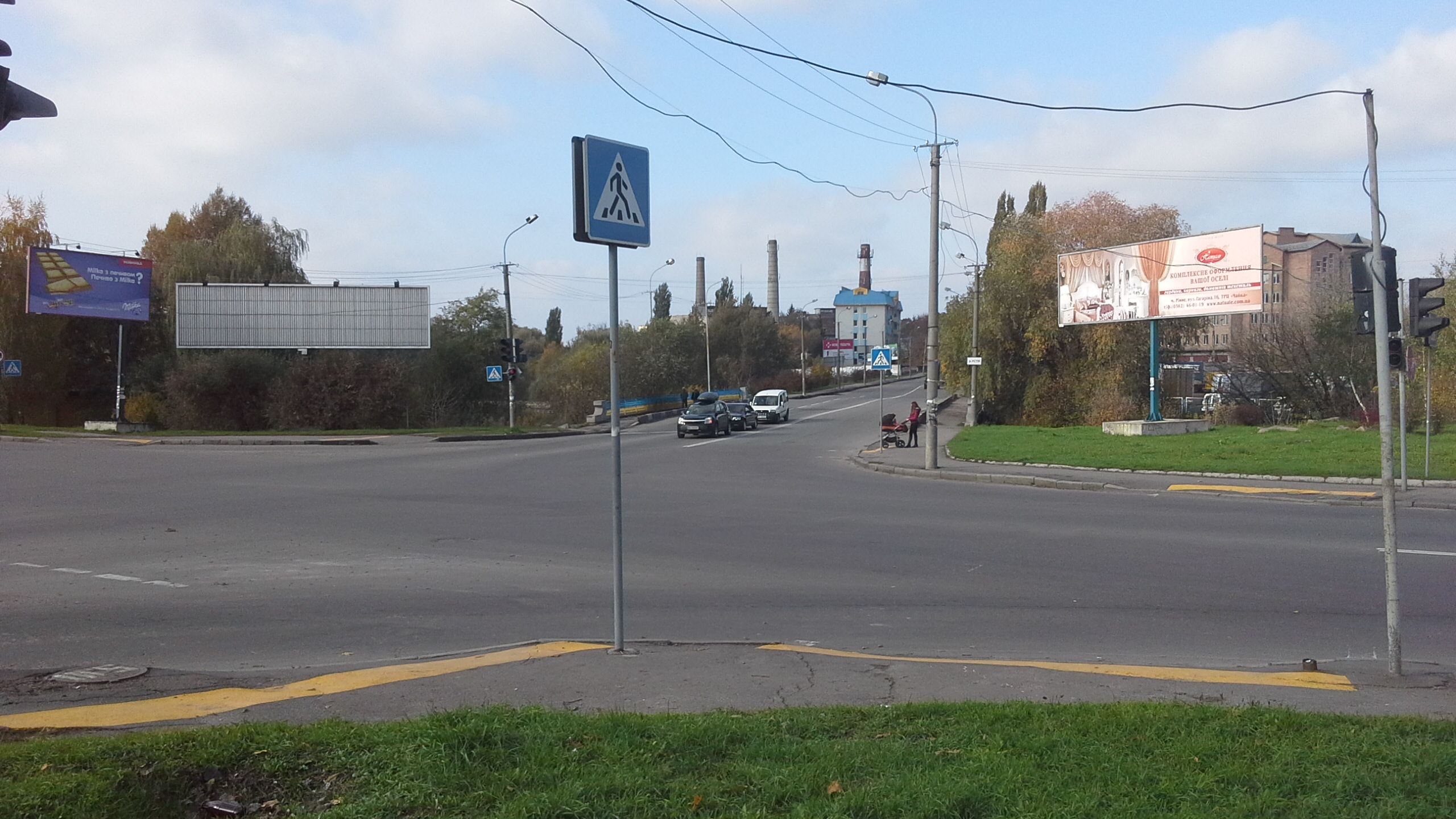
Перехрестя вулиць Князя Володимира та Романа Шухевича
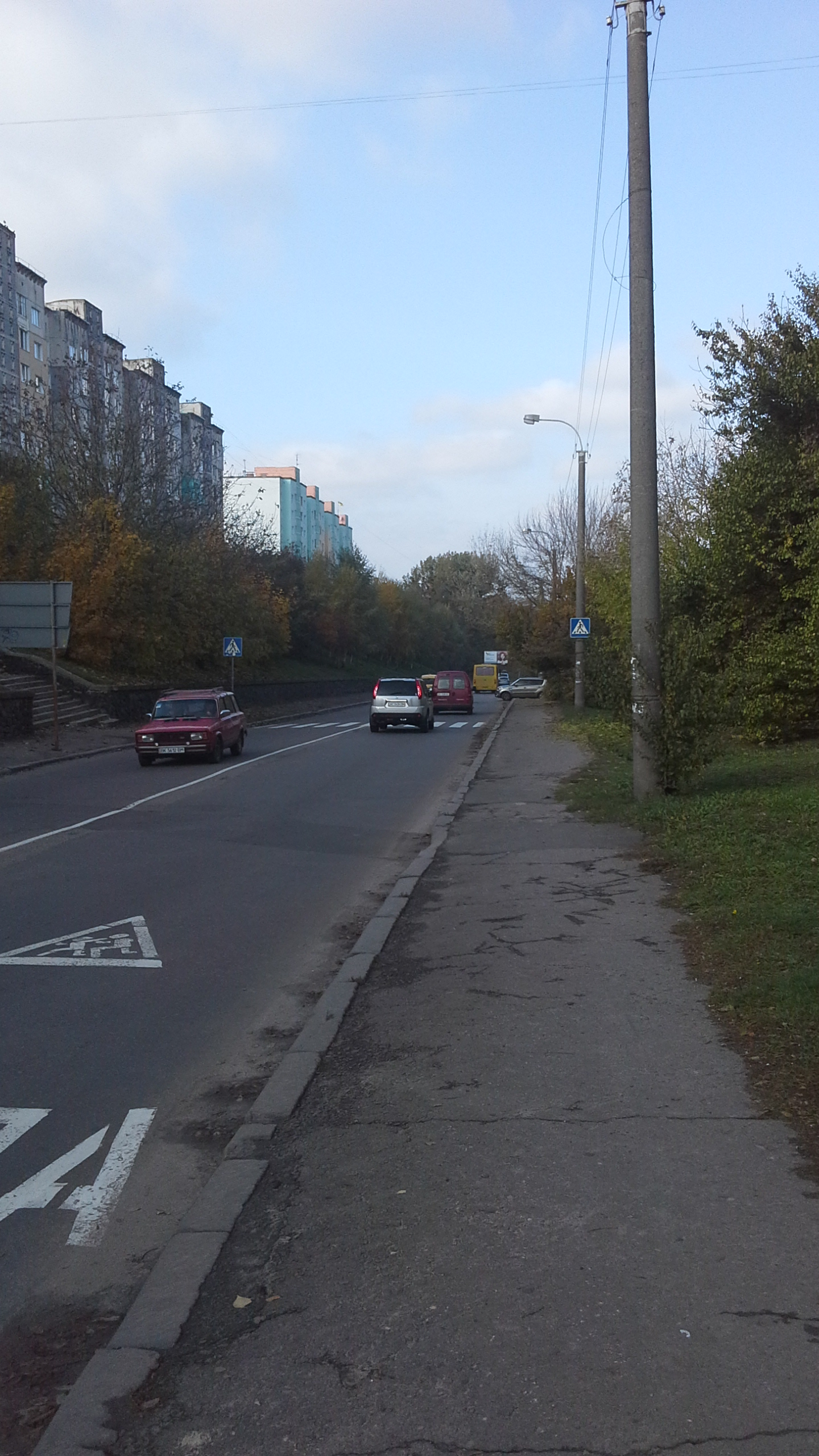
Вигляд вулиці Князя Володимира між перехрестям із вулицями Уласа Самчука - Міцкевича та перехрестям із вулицями Романа Шухевича - Литовською